# Stammeria goffarti
Stammeria goffarti är en rundmaskart. Stammeria goffarti ingår i släktet Stammeria och familjen Bunonematidae. Inga underarter finns listade i Catalogue of Life.